# Skrivihop.nu

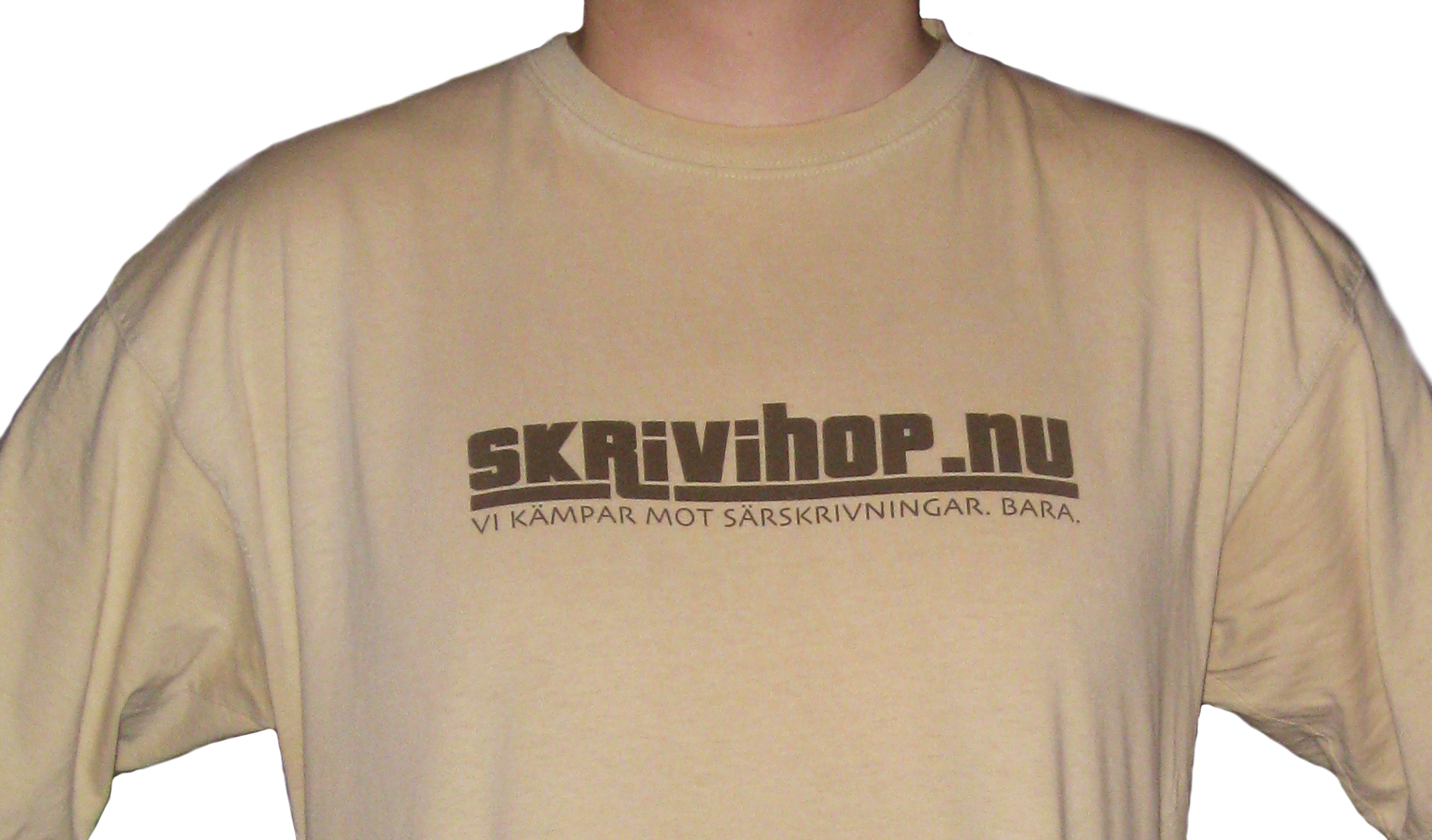
T-shirt med Skrivihop.nu-loggan.

Skrivihop.nu är en numera nedlagd webbplats som kämpade mot särskrivningar i det svenska samhället i tre år, från 5 september 2000 till 5 september 2003. Skrivihop.nu riktade sig främst mot större institutioner och företag, vilka man ansåg borde klara av att skriva på korrekt svenska (eller ha resurser att anställa en professionell copywriter) och inte mot privatpersoner eller småföretagare som har mindre vana att skriva. Man försökte betona att man var emot särskrivning och inte själva särskrivarna.
Webbplatsen fick på kort tid en hel del medial uppmärksamhet, och uppmärksammades bland annat av Språket i P1, SvD, DN, Sydsvenskan, Sveriges riksdag, Göteborgsposten och David Batra.
Sidan startades av fyra ungdomar och drevs vid nedläggningen av en stab på elva personer. Man hade vid nedläggningen drygt 26 000 medlemmar, varav några av de mest namnkunniga är Edward Blom, Jimisola Laursen, Sven-Eric Liedman och Staffan Skott. Sidan hävdar bland annat att man fått Danisco och Oatly att byta förpackningar till ihopskrivna varianter samt Malmömässan att skriva ihop sitt "Kongress center".
Kampen fördes bland annat med e-postutskick, t-shirts och aggressivt uppsättande av klisterlappar med texten "Varning! Särskrivning! skrivihop.nu". Detta skulle både informera allmänheten om "hur man ska skriva" och förhoppningsvis få företag att ändra sina skyltar, etiketter och annonser.

## Nedläggningen

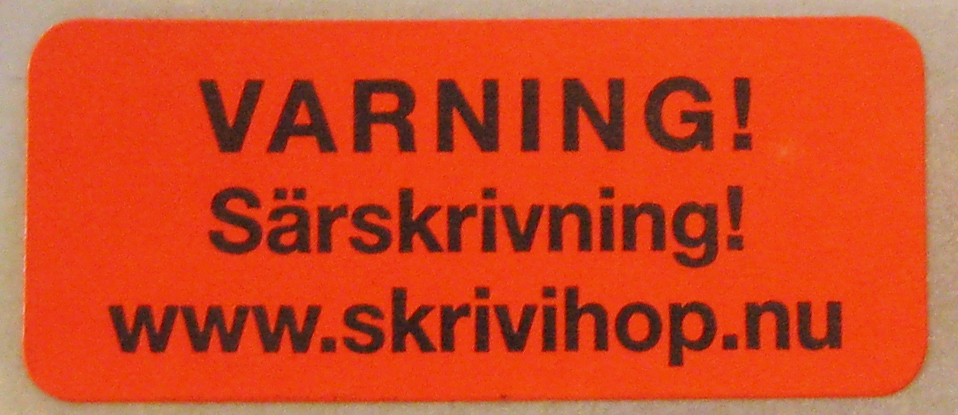
Klistermärke från Skrivihop.nu

2003 hade medlemsantalet stigit kraftigt och några medlemmar såg kampen mot särskrivning som något oerhört viktigt. En del ansåg att tonen och stämningen bland medlemmarna blev mer och mer militant, och staben uppmärksammades på att hotfulla mail hade skickats till privatpersoner som särskrivit. I ett av fallen hade en pojke med dyslexi publicerat en annons på Blocket och till följd av detta fått mängder av hotfulla mail från medlemmar på skrivihop.nu.[källa behövs]
Staben på skrivihop.nu ville inte stå bakom sådana hot och detta sägs vara en av anledningarna till att sajten lades ned. Webbplatsen finns idag kvar, men i musealt utförande. I sitt avskedsinlägg skrev staben:
| ”     | Vi trodde att man kunde kämpa mot särskrivningar. Bara. Det kunde man inte. Man var också tvungen att kämpa mot drygpåsar som hellre använder språket som stövel att sparka neråt med, än som medel att kommunicera och uttrycka sig. Vi ville sparka uppåt. Mot särskrivningar. Bara. Vi som startade och skötte alltihop har själva genomgått en resa från språktalibanwannabear till språkliberaler. Det har varit en intressant resa med många lärdomar. Skrivihop.nu vill tacka alla som följde med. Må ni fortsätta att sparka uppåt, med ny avsändare men kanske med ännu större frenesi. | „ |
| [ 7 ] | |   |